# Thomas Hengen
Thomas Hengen (ur. 22 września 1974 w Landau in der Pfalz) – niemiecki piłkarz. Występował na pozycji obrońcy.

## Kariera klubowa
Hengen profesjonalną karierę rozpoczynał w 1. FC Kaiserslautern. Debiut w Bundeslidze zaliczył 1 maja 1993 w wygranym 3:1 pojedynku z VfL Bochum. Było to jednak jedyne ligowe spotkanie rozegrane przez Hengena w sezonie 1992/1993. 22 kwietnia 1994 w wygrany 2:0 meczu z SG Wattenscheid 09 strzelił pierwszego gola w Bundeslidze. W 1994 roku wywalczył z klubem wicemistrzostwo Niemiec. Dwa lata później zdobył z zespołem Puchar Niemiec.
W 1996 roku przeszedł do innego pierwszoligowego zespołu - Karlsruher SC. Pierwszy ligowy mecz zaliczył tam 17 sierpnia 1996 przeciwko Hansie Rostock (2:2). W sezonie 1997/1998 zajął z klubem 16. miejsce w lidze i spadł z nim do drugiej ligi. Wtedy Hengen odszedł z klubu.
Został zawodnikiem pierwszoligowej Borussii Dortmund. Zadebiutował tam 9 września 1998 w bezbramkowo zremisowanym ligowym meczu z 1. FC Nürnberg. W 1999 roku został wypożyczony do tureckiego Beşiktaşu JK. W styczniu 2000 przeszedł do VfL Wolfsburg, grającego w Bundeslidze. Przez dwa sezony zaliczył tam 39 ligowych meczów i zdobył jedną bramkę. W 2001 roku powrócił do 1. FC Kaiserslautern. W pierwszym sezonie był tam podstawowym graczem, jednak potem stał się zawodnikiem rezerwowym. W ciągu trzech lat rozegrał tam 53 ligowe spotkania.
W 2004 roku odszedł do drugoligowej Alemannii Akwizgran. Przez dwa sezony z powodu kontuzji nie zagrał tam w żadnym meczu. W 2006 roku zakończył karierę. Pozostał jednak w Alemannii. W sezonie 2006/2007 był trenerem juniorów, a w następnym pełnił funkcję trenera rezerw Alemannii.
| Sezon   | Klub                 | Kraj   | Rozgrywki     | Mecze | Bramki |
| ------- | -------------------- | ------ | ------------- | ----- | ------ |
| 1992/93 | 1. FC Kaiserslautern | Niemcy | Bundesliga    | 1     | 0      |
| 1993/94 | 1. FC Kaiserslautern | Niemcy | Bundesliga    | 15    | 1      |
| 1994/95 | 1. FC Kaiserslautern | Niemcy | Bundesliga    | 18    | 0      |
| 1995/96 | 1. FC Kaiserslautern | Niemcy | Bundesliga    | 25    | 4      |
| 1996/97 | Karlsruher SC        | Niemcy | Bundesliga    | 30    | 0      |
| 1997/98 | Karlsruher SC        | Niemcy | Bundesliga    | 30    | 1      |
| 1998/99 | Borussia Dortmund    | Niemcy | Bundesliga    | 13    | 0      |
| 1999/00 | Beşiktaş JK          | Turcja | Superliga     | 6     | 0      |
| 1999/00 | VfL Wolfsburg        | Niemcy | Bundesliga    | 8     | 1      |
| 2000/01 | VfL Wolfsburg        | Niemcy | Bundesliga    | 31    | 0      |
| 2001/02 | 1. FC Kaiserslautern | Niemcy | Bundesliga    | 33    | 0      |
| 2002/03 | 1. FC Kaiserslautern | Niemcy | Bundesliga    | 10    | 0      |
| 2003/04 | 1. FC Kaiserslautern | Niemcy | Bundesliga    | 10    | 0      |
| 2004/05 | Alemannia Aachen     | Niemcy | 2. Bundesliga | 0     | 0      |
| 2005/06 | Alemannia Aachen     | Niemcy | 2. Bundesliga | 0     | 0      |

## Kariera reprezentacyjna
W latach 1994–1996 rozegrał 13 spotkań w reprezentacji Niemiec U-21.